# Nykils distrikt
Nykils distrikt är ett distrikt i Linköpings kommun och Östergötlands län. 
Distriktet ligger söder om Linköping. 

## Tidigare administrativ tillhörighet
Distriktet inrättades 2016 och utgörs av socknen Nykil i Linköpings kommun.
Området motsvarar den omfattning Nykils församling hade vid årsskiftet 1999/2000.